# Kawior

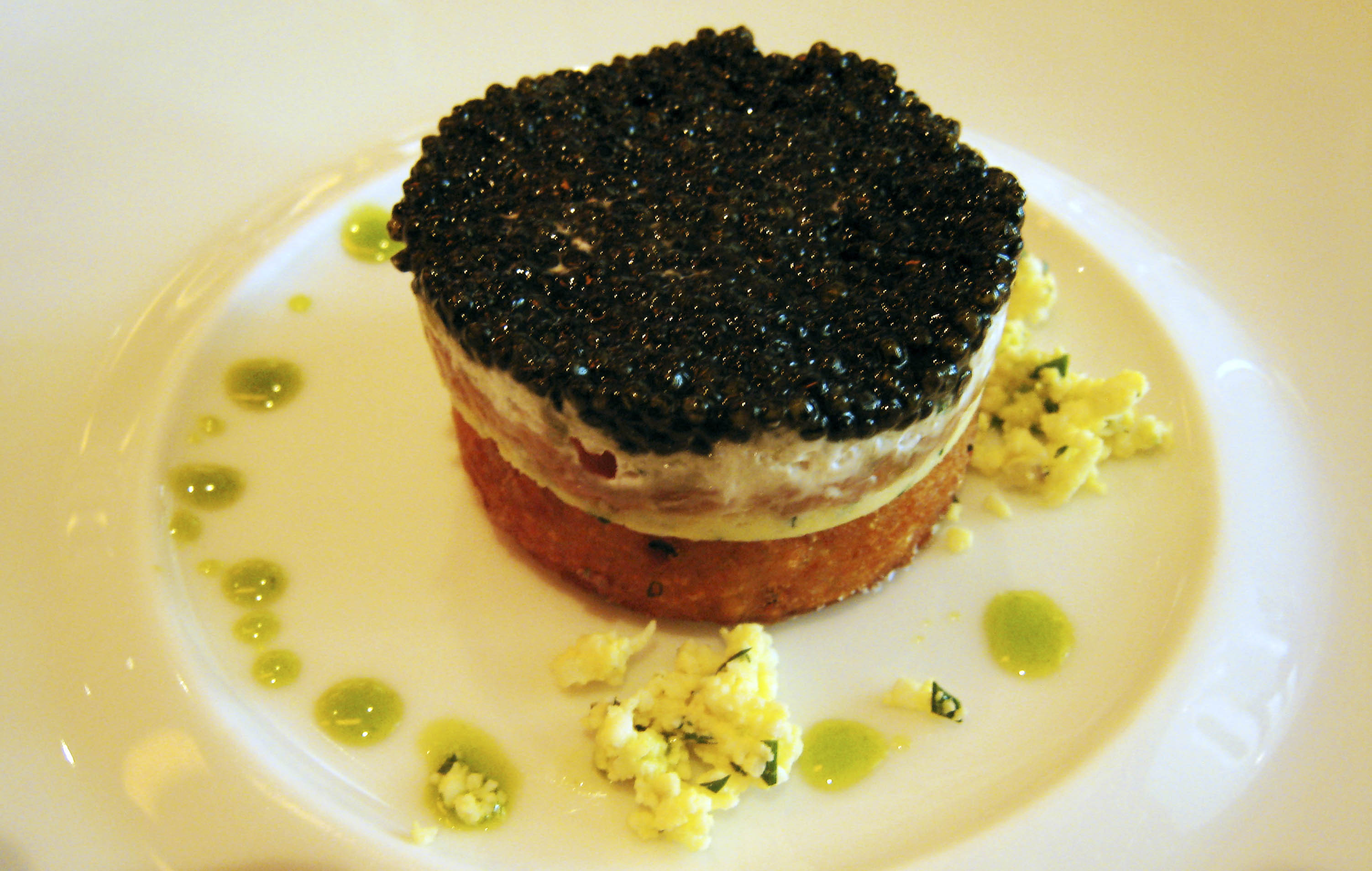
Czarny kawior.

Kawior – solona ikra ryb jesiotrowatych (kawior czarny lub rosyjski), łososiowatych (kawior czerwony), dorszowatych (kawior norweski) lub innych ryb. Kawiorem nazywa się również jajka ślimaków (kawior ślimaczy lub biały kawior, popularny szczególnie we Francji – caviar d'escargots).

## Historia
W Rosji tajemnicę otrzymywania kawioru rybacy znali od XII w. Iwan IV na stałe wprowadził jesiotra i kawior do kremlowskiego jadłospisu. Na początku XVIII wieku, za czasów panowania Piotra I, połów jesiotra i produkcja kawioru stały się monopolem państwowym. Centrum przemysłu rybnego, które przetrwało do dziś,  ulokowano w Astrachaniu. Kawior niejako stał się kulinarnym symbolem Rosji.

## Sposób podania

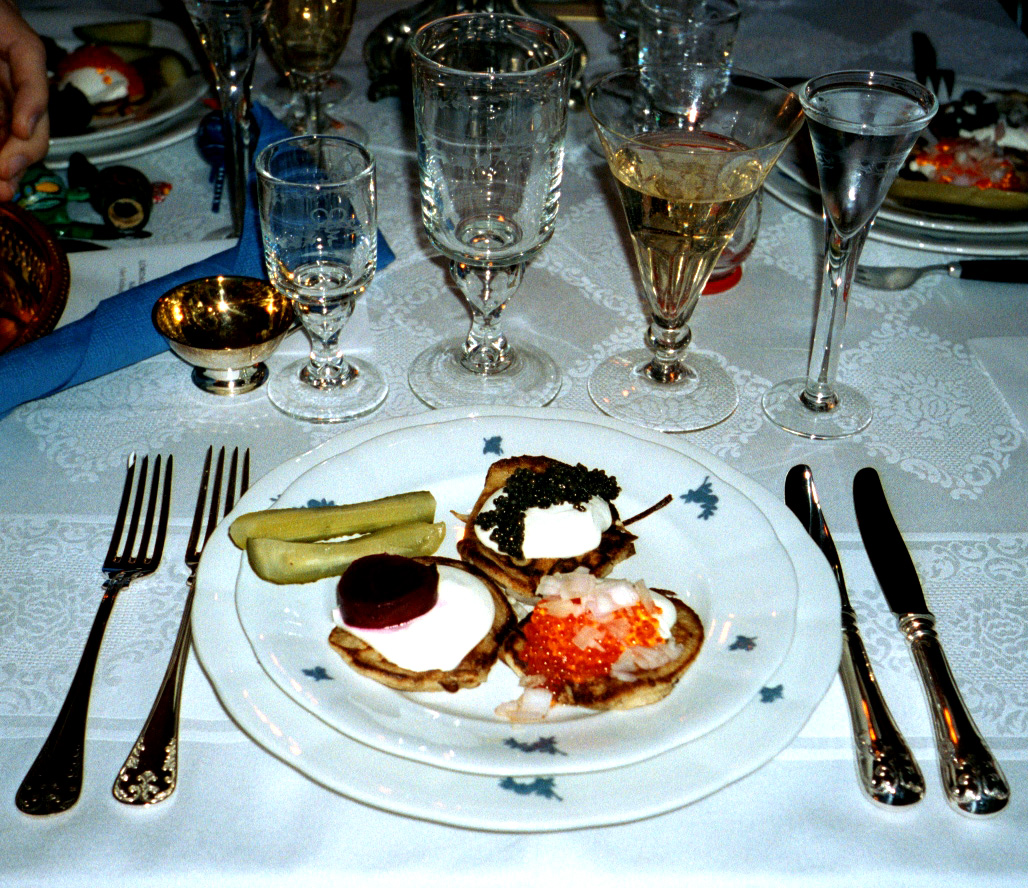
Rosyjskie bliny podane ze śmietaną, kawiorem, z wódką i z szampanem.

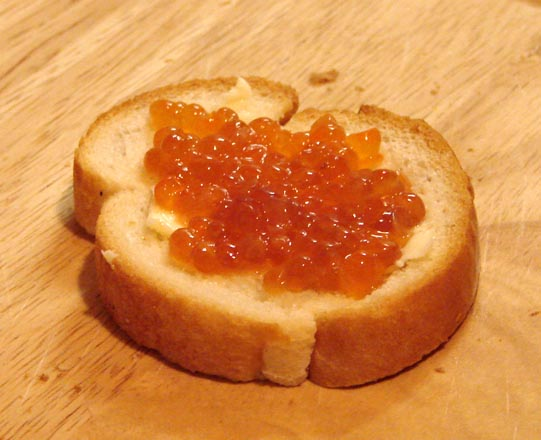
Rosyjski kawior z łososia z chlebem.

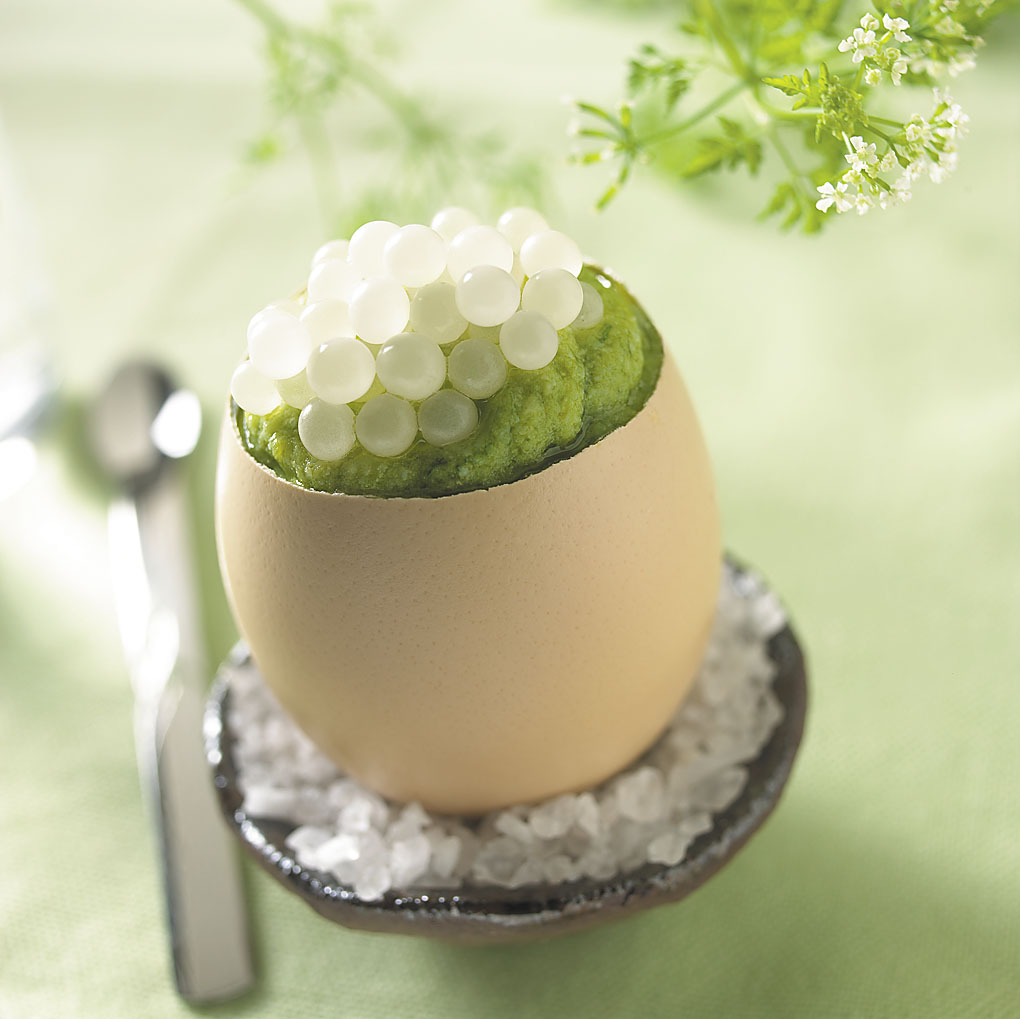
Kawior ślimaczy.

Kawior podaje się schłodzony z tostami z masłem lub blinami. Kawior nakłada się na pieczywo, a nie rozsmarowuje. Do kawioru czarnego najlepszym dodatkiem jest schłodzona wódka lub koniak. Wiele osób twierdzi, iż najbardziej odpowiednim napojem do kawioru czarnego jest szampan, do czerwonego – lekkie, białe albo musujące wytrawne wino.

## Wartość odżywcza
- Sód – ok. 200 mg w 100 g
- Fosfor – ok. 90 mg w 100 g

Wartość odżywcza kawioru wynosi ok. 264 kcal w 100 g.

## Podstawowe odmiany kawioru
- kawior czarny (z jesiotrowatych)
  - kawior z bieługi
  - kawior z jesiotra zachodniego
  - kawior z siewrugi
  - kawior ze sterleta
- kawior czerwony (z łososiowatych)
- kawior złocisty (z pstrągów)
- imitacje kawioru – sztucznie barwiona ikra taszy

## Zastosowanie w kosmetyce
Kawior zawiera duże ilości nienasyconych kwasów tłuszczowych i aminokwasów, które regenerują uszkodzoną barierę ochronną naskórka, przyspieszają odnowę komórek i umożliwiają wnikanie do skóry białek i enzymów. Zwiększają też przyswajanie witaminy A, która pobudza naskórek do odnowy. Oprócz tego zawiera fosfor, który odżywia i wzmacnia skórę; mikroelementy (m.in. cynk, jod, magnez), które nawilżają i pobudzają do pracy komórki skóry; fosfolipidy – odpowiedzialne za kontrolę nawilżenia oraz przeciwdziałające parowaniu wody ze skóry(dzięki nim skóra staje się gładsza i bardziej elastyczna); białka, które dostarczają składników niezbędnych do prawidłowego wzrostu i spójności tkanek oraz poprawiają jędrność cery; witaminy (A, D, E) – chronią skórę przed wolnymi rodnikami przyspieszającymi jej starzenie. W gabinetach kosmetycznych stosuje się zabiegi z kawiorem, oraz produkuje się kremy kawiorowe.